# Hiparc de Nicea
Hiparc de Nicea (grec antic: Ίππαρχος)  (Nicea, c. 190 aC - Rodes, c. 120 aC) va ser un astrònom, geògraf i matemàtic grec. És un dels astrònoms més importants de l'antiguitat. És inventor de l'astrolabi i va elaborar el primer catàleg d'estels de la història. Va passar bona part de la seva vida a Rodes, i per aquest motiu també és conegut com a Hiparc de Rodes.